# Edi Šelhaus
Edi Šelhaus, slovenski fotograf, fotoreporter in pisatelj, * 15. avgust 1919, Podkraj nad Vipavo, † 6. marec 2011

## Mladost
Prva leta otroštva je Šelhaus preživel v Trstu.  Med obema vojnama se je zaradi fašizma z družino preselil v tedanjo Jugoslavijo in se po družinski tradiciji – oče Janko in mati Julijana sta bila namreč oba fotografa – izučil za fotografa. Ko je spomladi leta 1943 dobil poziv v nemško vojsko, je namesto tja raje odšel v partizane. S sabo je vzel tudi fotoaparat, vendar je bilo fotografiranje precej oteženo in nevarno, ti začetni filmi, kot tudi aparat, pa so se uničili.

## Medvojno fotografsko ustvarjanje
Leta 1944 je bil težje ranjen in poslan v Belo Krajino, kjer je čakal  na prevoz v Bari. Na partizanskem letališču Podzemelj pri Črnomlju ga je opazil član propagandne komisije France Brenk, ki je skupaj s profesorjem Franjom Veselkom postavljal na noge partizansko foto sekcijo. Edi Šelhaus je dobil fotoaparat in tako postal vojni fotoreporter. Področje njegovega dela je bilo v Beli Krajini, na Kočevskem in Notranjskem. Ti mnogi izjemni posnetki so danes shranjeni v Muzeju novejše zgodovine Slovenije.

## Povojno fotografsko ustvarjanje
Po osvoboditvi ga je slovensko filmsko podjetje poslalo v Trst, kjer je do leta 1948 kot filmski snemalec za slovenski Filmski obzornik in jugoslovanske Filmske novosti v izjemnih okoliščinah posnel  odločilne povojne dogodke na Tržaškem. Obenem je s fotografijami sodeloval  pri tržaških časopisih Primorski dnevnik, L'Unità, Il Lavoratore in Delo. Da se je preživljal, je v Trstu odprl fotografski atelje Foto Edi. Vse te izkušnje so pomembno vplivale na njegovo fotografijo, ki je dinamična, v nasprotju s t.im. statično fotografijo, ki je prevladovala v nekdanji Jugoslaviji do konca petdesetih let. 
Junija 1955 se je vrnil v Jugoslavijo, k mami v Škofjo Loko. Sprva ji je pomagal pri delu v ateljeju, fotoreporterska žilica pa mu ni dala miru, zato se je leta 1958 zaposlil pri Slovenskem poročevalcu, kasneje Delu in Tovarišu. Poleg matične hiše (Delo in Tovariš) je objavljal svoje prispevke v različnih revijah in časnikih, predvsem Ljubljanskem in Nedeljskem dnevniku, v Sloveniji in Jugoslaviji. V obdobju od leta 1958 do 1973, ko se je upokojil, je bil »leteči fotoreporter«, vse dni na lovu za aktualnimi dogodki v Sloveniji, bivši Jugoslaviji in tudi tujini.

## Upokojitev
Po upokojitvi ni miroval in je ostal, tako kot se je sam imenoval, »fotoreporter v copatah«. Poleg spremljanja aktualnih dogodkov, občasnega objavljanja svojih prispevkov s fotografijami v raznih publikacijah in beleženja motivov za svojo dušo se je lotil tudi pisanja knjig, od teh največ o dramatičnih trenutkih med 2. svetovno vojno, pa tudi o svojih doživetjih, povezanih z živalmi, ki jih je tudi vse opremil s svojimi fotografijami.

## Dela
Knjige:
- Edi Šelhaus,The Bail Out, Republiški odbor Zveze združenj borcev NOV Slovenije, Ljubljana, 1976, (COBISS)
- Edi Šelhaus, Janez Žerovc, Zbogom Liberty Bell, Borec, Ljubljana, 1980,(COBISS)
- Edi Šelhaus, Stotinka sreče, Borec, Ljubljana 1980,(COBISS)
- Edi Šelhaus, Slovene Partisans and Rescued American Airmen in World War II, Sunflower University Press, Manhattan, 1993, (COBISS)
- Edi Šelhaus, Oj, pusti me živeti, Borec, Ljubljana 1981, (COBISS)
- Vitka Kolar, Edi Šelhaus, Dobro jutro, živali, samozaložba, Ljubljana, 1991, (COBISS)
- Šparovec Jožefa, biografija, Fotoreporter Edi Šelhaus ponovno v Škednju, Borec, Ljubljana 1982, (COBISS)

## Fotografske razstave in dokumentarni film
Leta 2000 je Šelhaus svoj obsežen povojni fotografski opus podaril Muzeju novejše zgodovine Slovenije, ki je v sodelovanju z njim iz tega gradiva pripravil že 5 njegovih razstav (Fotozgodbe Edija Šelhausa – 2001, Edi Šelhaus ponovno v Škednju – 2002, Foto humor Edija Šelhausa – 2006, Šmarnogorski razgledi – 2007, Tudi živali so del našega življenja  –2007, sodeloval pa je tudi pri pripravi razstav o Šelhausu drugih muzejev in institucij (Fotoutrinki od Kolpe, Trsta, Ajdovščine do Ljubljane 1944-1946. Fotokronist Edi Šelhaus Galerija Fotografija, Ljubljana, 2005 in Edi Šelhaus in Škofja Loka, Loški muzej Škofja Loka, 2007) 
Muzej novejše zgodovine Slovenije je poleg vključevanja Šelhausovih posnetkov v svoje kataloge in razstave  najobsežnejši del fotografij iz Šelhausovega vojnega in povojnega opusa prispeval tudi za dokumentarni film avtorja Jurija Grudna Edi Šelhaus – »Bil sem zraven«, 2007.

## Nagrade in priznanja
Svoje fotografije je razstavljal doma in v tujini in prejel več pomembnih nagrad, med njimi Petkovo (1973) in Tomšičevo nagrado za življenjsko delo (1979), za svoje filmsko delo, za prispevke na Tržaškem, pa nagrado Darka Bratina v Gorici v Italiji (2005).
Za podaritev svojega fotografskega opusa Muzeju novejše zgodovine je leta 2001 prejel Valvasorjevo častno priznanje.

## Galerija
- Mala Marica iz požgane vasi Papeži na Kočevskem 1944-45.
- Partizanska patrola kurirjev Notranjskega odreda v belem odhaja na pot v snegu leta 1945
- Portret Vena Pilona (1969)